# لنگدمور
لنگدمور (به انگلیسی: Llangoedmor) یک منطقهٔ مسکونی در بریتانیا است که در کردیگیون واقع شده‌است. لنگدمور ۱٬۱۲۸ نفر جمعیت دارد.